# Poienile Izei (gmina)
Poienile Izei – gmina w Rumunii, w okręgu Marmarosz. Obejmuje tylko jedną miejscowość Poienile Izei. W 2011 roku liczyła 940 mieszkańców.